# Berkelaue (COE-066)
Koordinaten: 51° 57′ 58″ N, 7° 10′ 57″ O
Das Naturschutzgebiet Berkelaue (COE-066) liegt auf dem Gebiet der Stadt Coesfeld im Kreis Coesfeld in Nordrhein-Westfalen.
Das Gebiet erstreckt sich nordöstlich der Kernstadt Coesfeld zu beiden Seiten der Landesstraße L 555 entlang der Berkel, eines Nebenflusses der IJssel. Am südöstlichen Rand des Gebietes verläuft die L 581 und am nordöstlichen Rand die Kreisstraße K 42, westlich verläuft die B 474.

## Bedeutung
Das etwa 102,7 ha große Gebiet wurde im Jahr 1994 unter der Schlüsselnummer COE-066 unter Naturschutz gestellt. Hauptentwicklungsziel ist die naturnahe Umgestaltung des Berkellaufes durch Sohlanhebung, Verzahnung mit der umgebenden Aue, durchgehende Einrichtung von extensiv als Grünland genutzten Uferrandstreifen und Aufhebung der die Durchgängigkeit unterbrechenden Stauhaltungen.